# Östernäs, Häverö
Östernäs är en bebyggelse öster om Herräng vid havskusten i Haverö socken i Norrtälje kommun. Från 2015 avgränsar SCB här en småort.